# Menu (restauration)

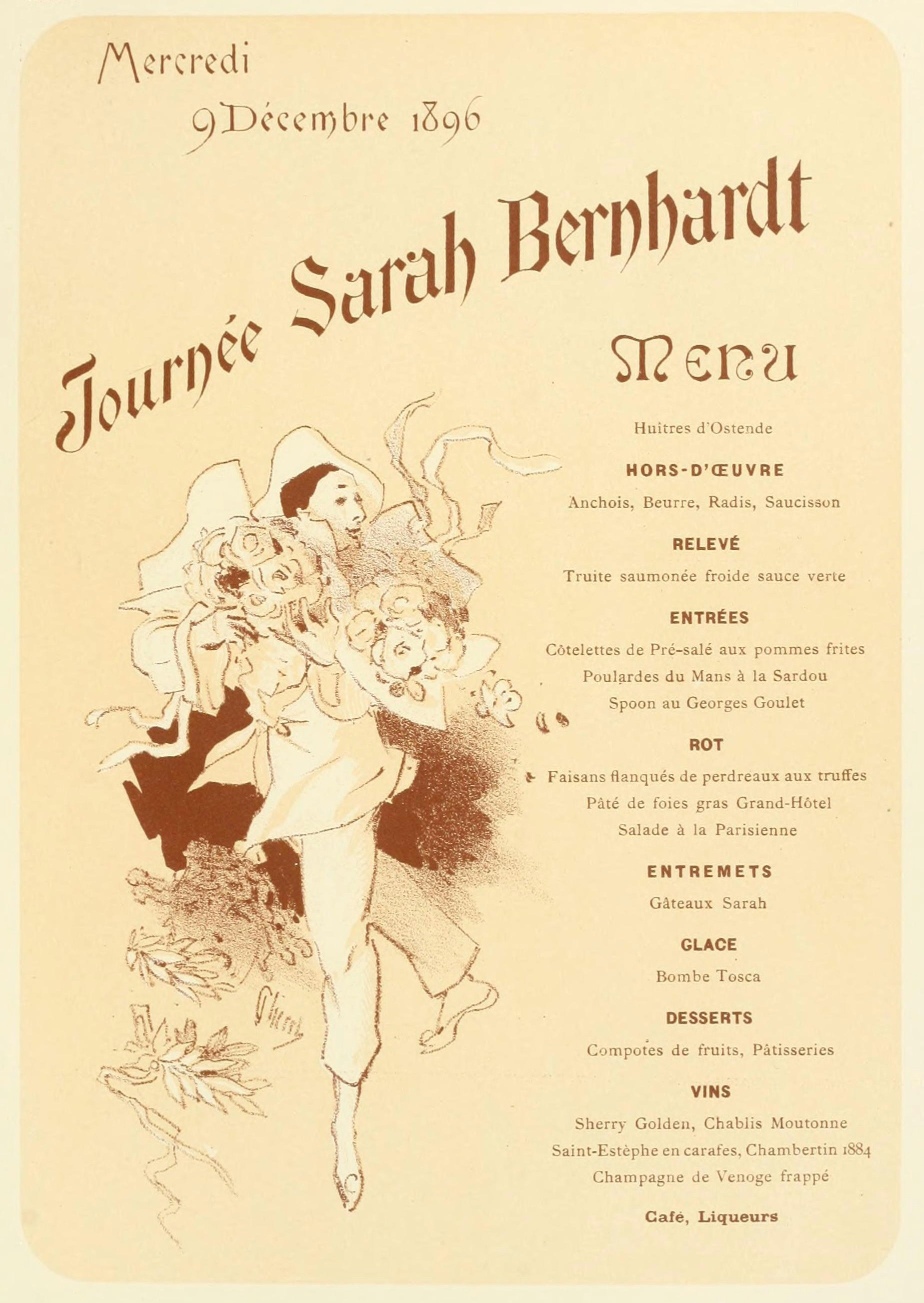
Menu de la journée Sarah Bernhardt, le 9 décembre 1896.

Le menu est la liste des divers mets qui composent le repas. Dans un restaurant, ou à la cantine, c'est l'ensemble des mets qui peuvent être servis pour un prix déterminé.
Par métonymie, le menu est le feuillet, le carton, le tableau, l'affichette, l’objet ou la brochure qui liste :
- les mets servis lors d'un repas : manuscrit ou imprimé, illustré ou non, il présente au convive la liste des mets et boissons qui vont lui être servis lors d'un repas ou d'un banquet. Cette pratique, qui remonte au XIXe siècle, et qui tend à se perdre (sauf dans les réceptions officielles), participe à l'art de la table ; elle offre de précieux renseignements aux historiens de la cuisine ;
- le choix des différents mets pouvant être servi pour un repas au restaurant.

## Histoire
Les premiers menus de restaurant apparaissent vers le XIIIe siècle, en Chine, au cours de la dynastie Song. À cette époque, de nombreux marchands se retrouvent dans les centres-villes et manquent de temps et d'énergie pour le dîner. En raison de la grande variété des plats dans la cuisine chinoise, les restaurants ne peuvent plus répondre aux goûts locaux des différentes régions, donnant naissance ainsi au menu.
Le « menu », terme de la terminologie culinaire, est d'origine française. Il dérive du latin minutus « petit », « menu », et s'applique au Moyen Âge à une liste détaillée ou un résumé d'un ensemble. C'est à partir du XVIIe siècle que le menu désigne l'ordonnancement d'un repas ou la liste des mets qui le compose, ce programme étant initialement destiné au cuisinier, ou au maître d'hôtel, mais pas au convive.
Plusieurs modes de restauration existent à cette époque : dans les auberges, où un seul plat est proposé par le cuisinier et où les tables sont communes. On peut également acheter des sauces et ragoûts, vendus par les traiteurs, dont certains vont jusqu'à proposer une formule table d'hôtes avec des repas à heure fixe.
Au XVIIIe siècle, les restaurants proposent à toutes heures de la journée le « service à la carte », petit tableau noir qui décline tout un panel de bouillons. Le menu, en tant que feuillet explicatif destiné au convive, apparaît avec le service à la russe au XIXe siècle, où les plats sont servis aux convives par portion.
Jules Gouffé considère que le menu est indispensable, car il présente un « avantage réel pour pouvoir prendre ses dispositions à l'avance et faire ses réserves d'appétit en raison des diverses parties du repas dont on a le plan général sous les yeux ».
Il est d'usage de présenter une carte ou menu différent pour Madame et pour Monsieur, la carte ou le menu de Madame ne faisant pas figurer les prix des mets. Les menus sont souvent présentés accompagnés d'une carte des vins imprimée à part.
Le menu de restaurant peut être décliné sur de multiples supports : papier, carton, livret, ardoise et même textile. À partir des années 1990, le menu de restaurant se décline sur des écrans dynamiques. Au cours des années 2000, le menu de restaurant peut aussi être adapté sur tablettes tactiles.

### Exemple de menu d'époque
Voici l'exemple d'un menu où figurent une série de plats en usage au XIXe siècle. Il fut servi au palais impérial de Vienne (dans l'actuelle Autriche), le 1er mars 1884.
Ce repas a été organisé par l'empereur François-Joseph, en l'honneur du roi de Naples François II, et aux archiducs :
|                                      | Plats |
| ------------------------------------ | --- |
| Mises en bouche                      | Allumettes (biscuits salés), canapés, rôtie |
| Potage                               | Bisque de homard, crème d’orge |
| Hors-d’œuvre                         | Petits aspics de foie gras, tartelettes de tamboff |
| Relevés                              | Longe de veau et filet de bœuf garnis, sauce béchamel et demi-glace                                                                                           |
| Entrées                              | Filets de faisans et purée de champignons, timbale milanaise aux truffes                                                                                      |
| Entremets verts (de légumes)         | Cardons à la moelle |
| Mets : rôtis (de volaille et gibier) | À la rôtissoire : poulets de Bruxelles, cailles bardées |
| Salades                              | Salade et compote |
| Entremets de douceurs (desserts)     | Profiteroles au chocolat, mousse de thé |
| Boutehors                            | Vin et d'épices de chambre, fruits confits dans du sucre ou du miel, nougat de pignons, pâte de coing, noisettes ou pistaches confites, dragées et confitures |

Note :
- Les mises en bouche, qui ne sont pas considérées comme plat, sont des petits mets salés qui accompagnent l'apéritif.

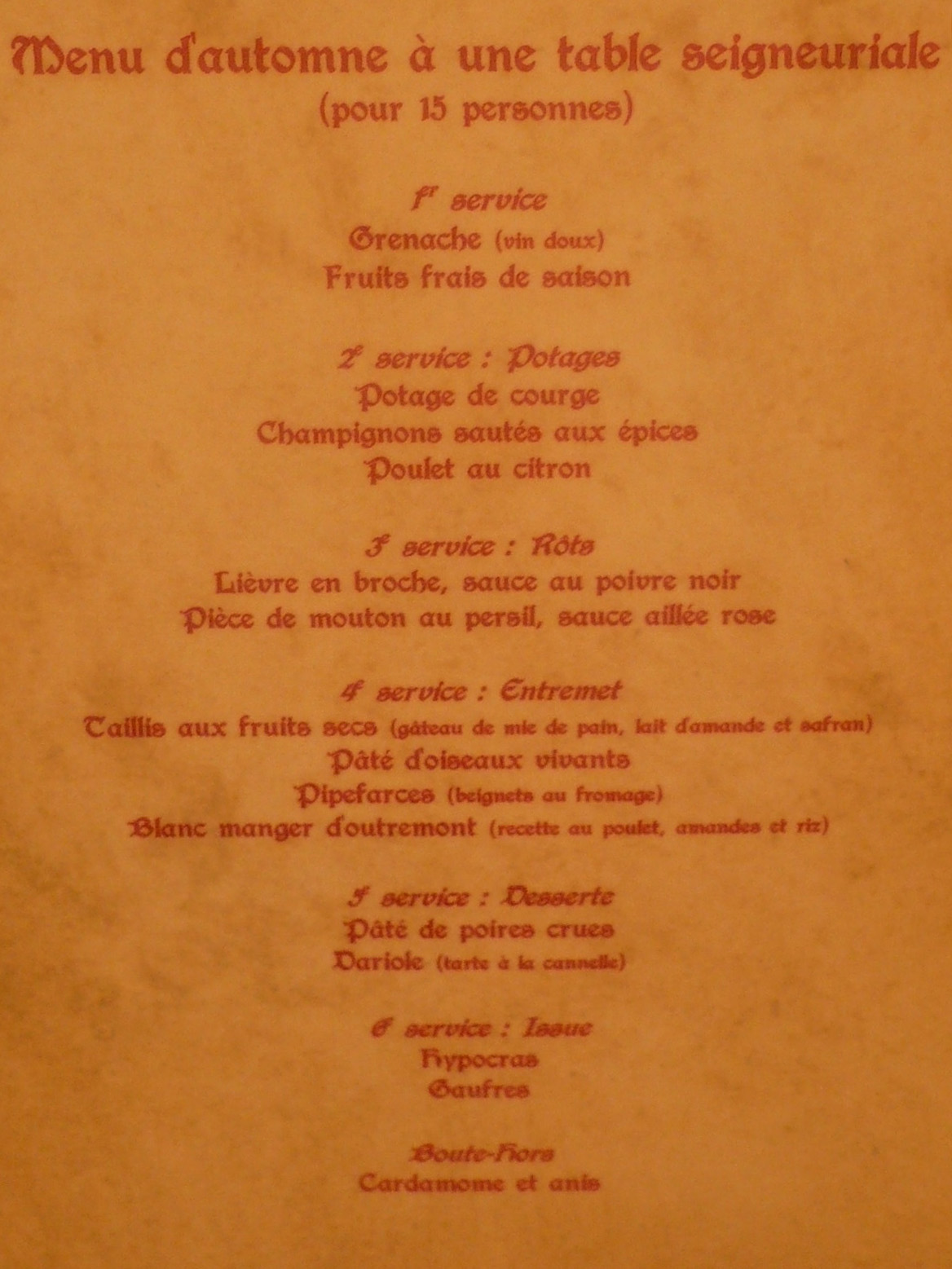
Menu d'un repas seigneurial de type médiéval.
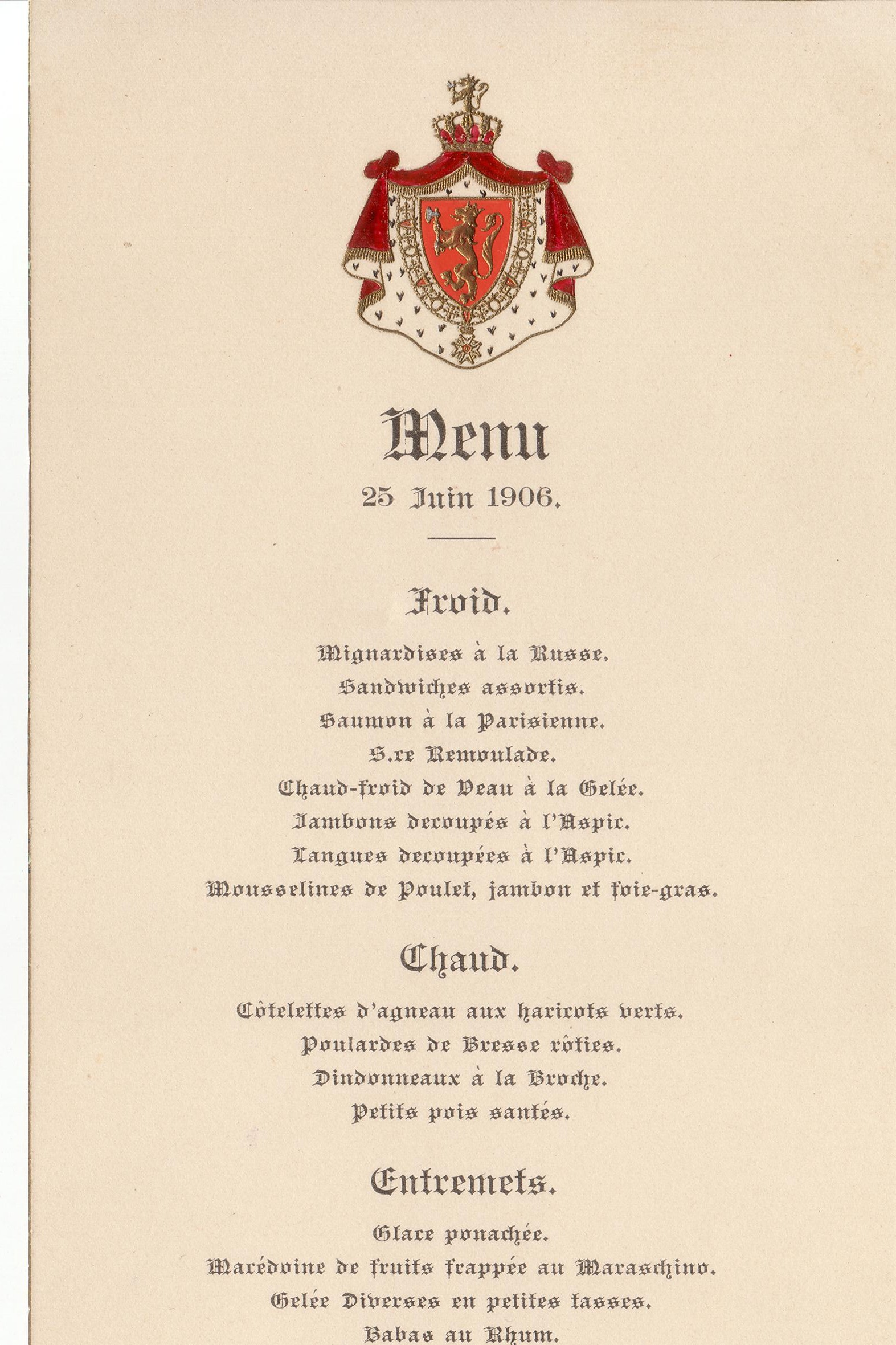
Menu du palais royal de Christiania (Oslo), avec les armoiries de la famille royale, en 1906.
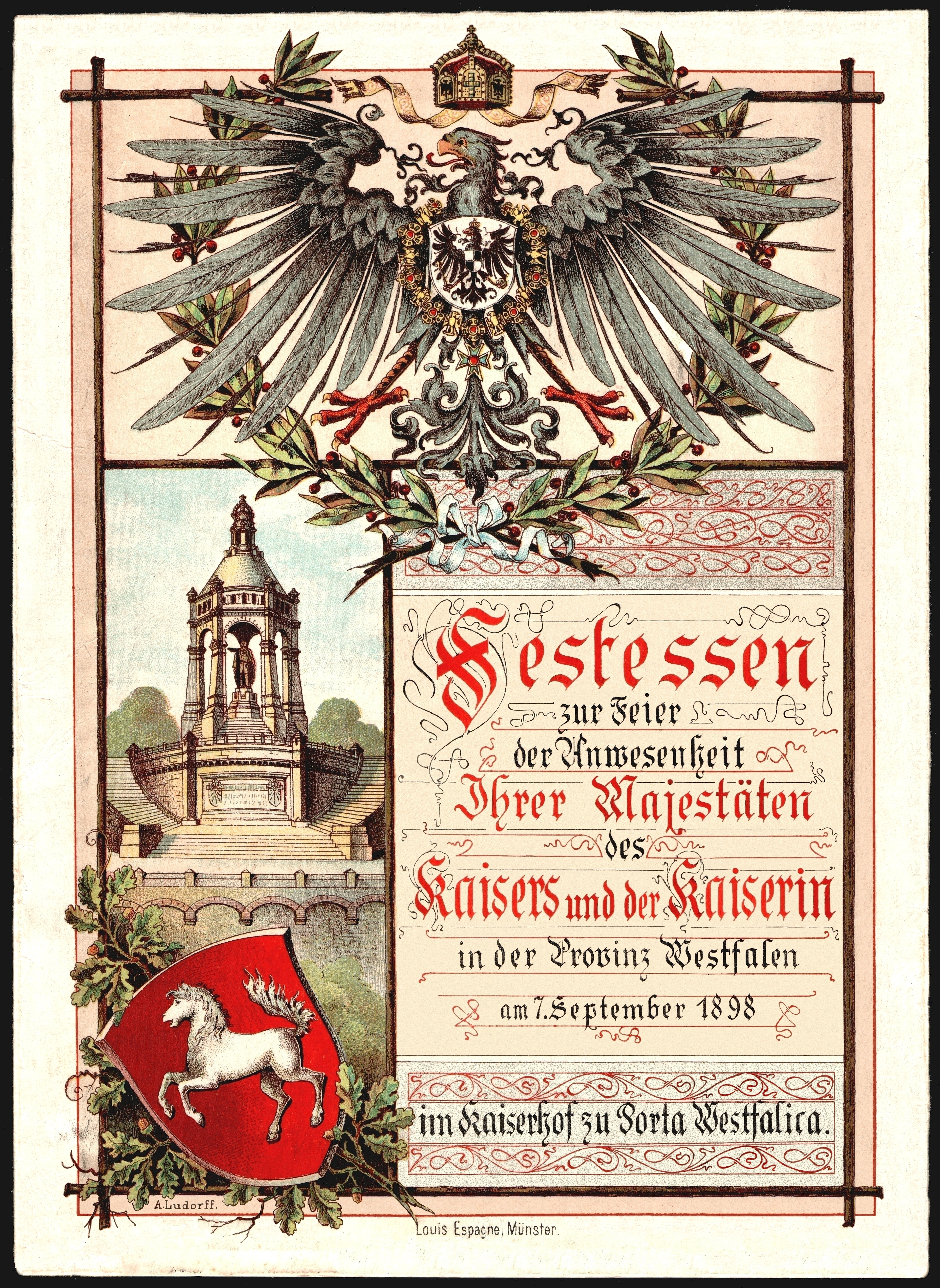
Première page du menu pour le banquet en l'honneur de la présence de Guillaume II (empereur allemand) et de Augusta-Victoria de Schleswig-Holstein-Sonderbourg-Augustenbourg à l'Hotel Kaiserhof (Porta Westfalica) (de) le 7 septembre 1898. Taille : 26 cm x 19 cm.

### Exemple de menu contemporain
Un banquet de mariage, ou un repas extrêmement formel, comprendra de très nombreux plats. Ils pourront éventuellement être entrecoupés d'une ou plusieurs pauses constituées d'animations et d'un trou normand :
- Apéritif, souvent servi au salon, plutôt qu'à table :
  - bouchées ;
  - toasts ou gâteaux salés.

- Début de repas, à table :

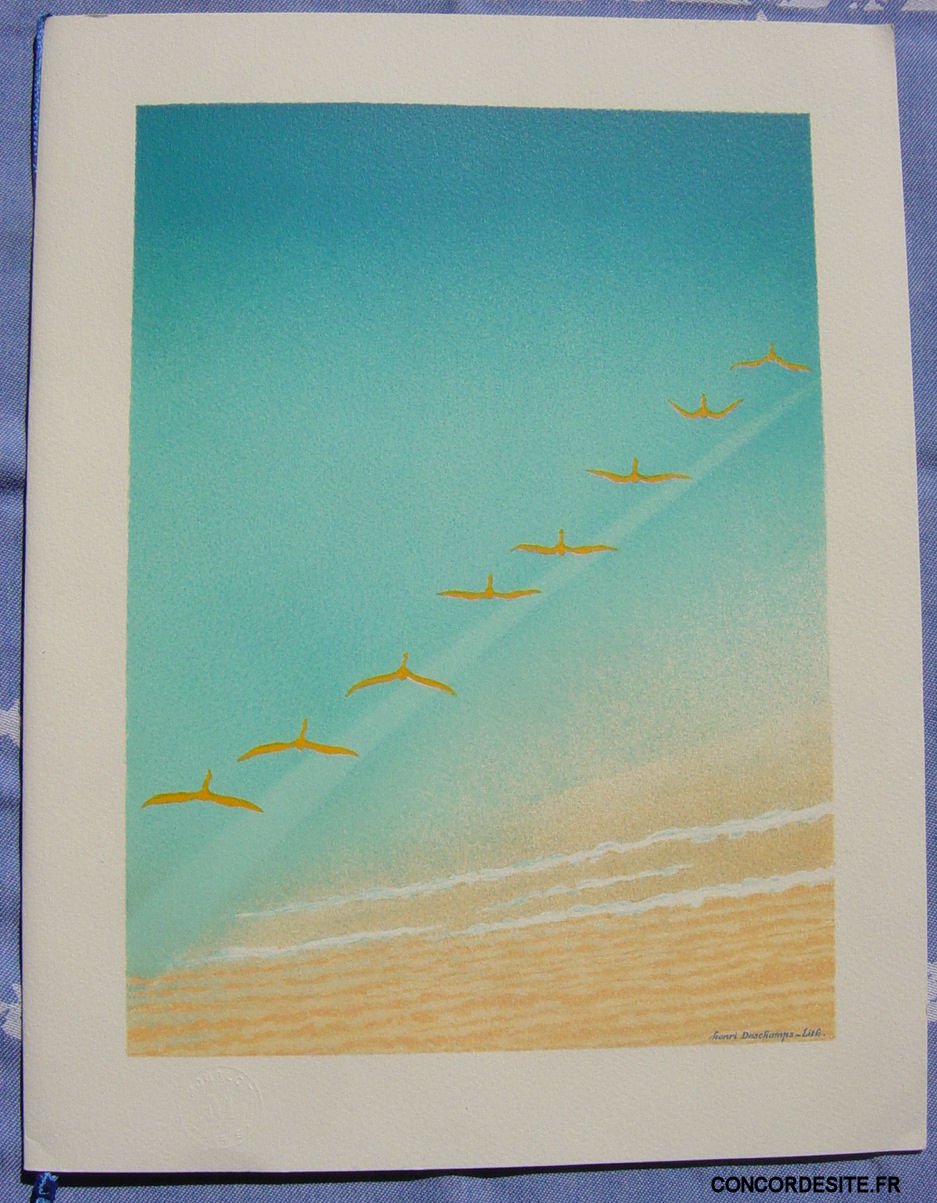
Menu du vol spécial pour le dixième anniversaire du Concorde.

  - potage, soupe, consommé…, chaud ou froid ;
  - hors-d'œuvre ;
    - une ou plusieurs entrées froides ;
    - une ou plusieurs entrées chaudes.
- Plat principal :
  - premier plat, souvent de poisson ;
  - second plat, souvent de viande ;
  - salade verte.
- Fin de repas :
  - plateau de fromages ;
  - entremets sucrés.
- Desserts :
  - pâtisseries ;
  - corbeille de fruits frais.
- Digestifs, souvent servis au salon, plutôt qu'à table :
  - café, parfois servi avec une bouchée de chocolat ou des fruits secs ;
  - liqueurs, censées faciliter la digestion.

## Collections
- France
  - La Bibliothèque nationale de France conserve en recueils un certain nombre de menus, dont ceux des restaurants Ledoyen, Maxim's — illustrés par Georges Goursat, dit Sem —, du Café de Paris, de l’Hôtel transatlantique de la Compagnie générale maritime — illustrés par G. Sandoz —, de la présidence de la République, d'Air France et de divers restaurants, dîners, banquets et illustrateurs.
  - La Bibliothèque municipale de Dijon conserve une des plus importantes collections publiques françaises avec environ 19 000 pièces, depuis le début du XIXe siècle jusqu'à nos jours. La collection se compose de pièces variées : menus de repas officiels, occasions privées, repas d'associations, de paquebots et compagnies aériennes, etc. Elle a reçu en dépôt en 2017 la collection de Guillaume Gomez, ancien chef des cuisines du Palais de l'Elysée[5].
- Belgique
  - La Bibliothèque de la Gourmandise en possède quelque 3 000, majoritairement d'origine belge.
- Italie
  - L'Academia Barilla Gastronomic Library compte près de 5 000 menus historiques, collection de L. Cerini di Castegnate.
- États-Unis
  - La New York Public Library possède l'une des plus importantes collections de menus ; initiée par un don de Miss Frank E. Buttolph (en),elle s'est enrichie par d'autres dons au cours des années.

## Galerie

Différents menus du XXe siècle
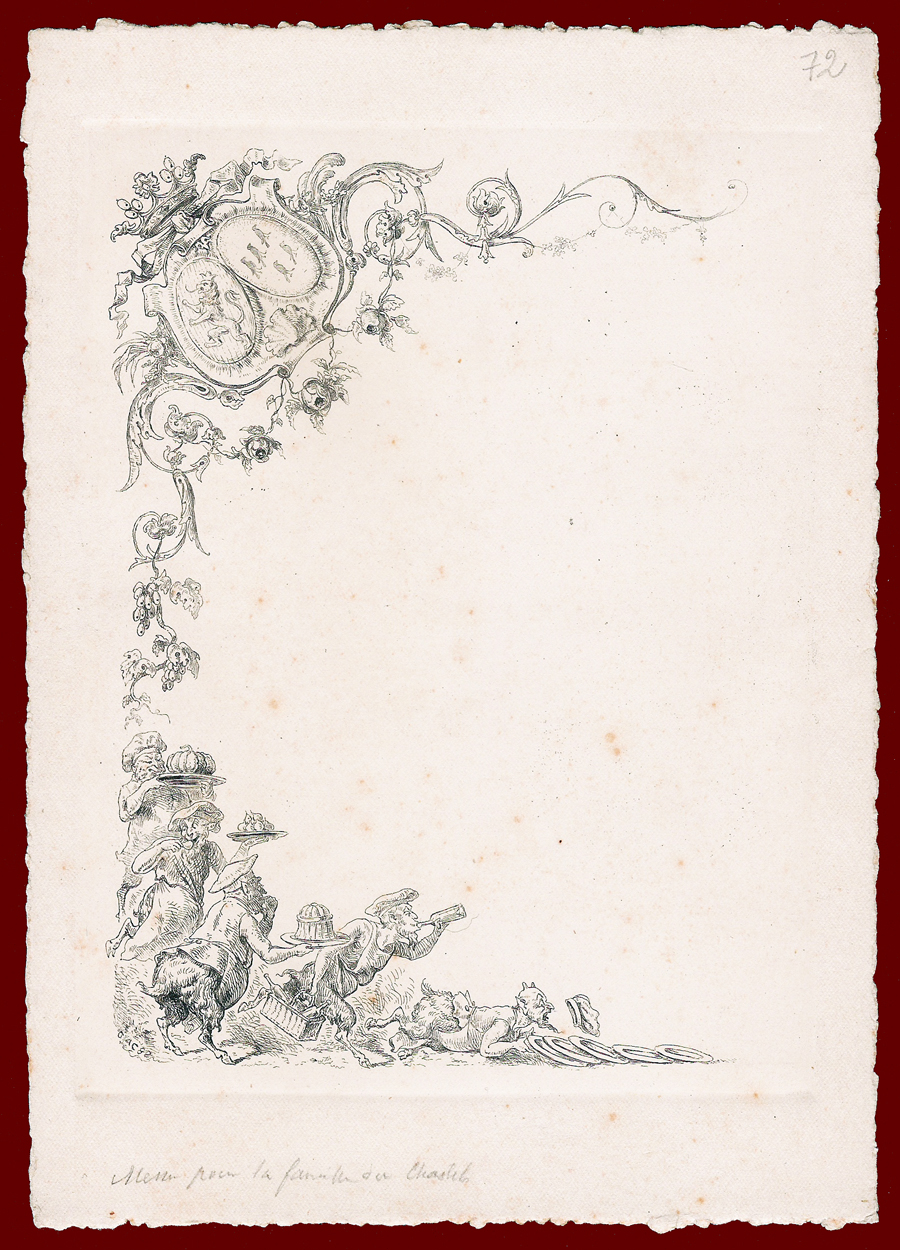
Menu en taille-douce destiné à la famille de Chastel, vers 1920.
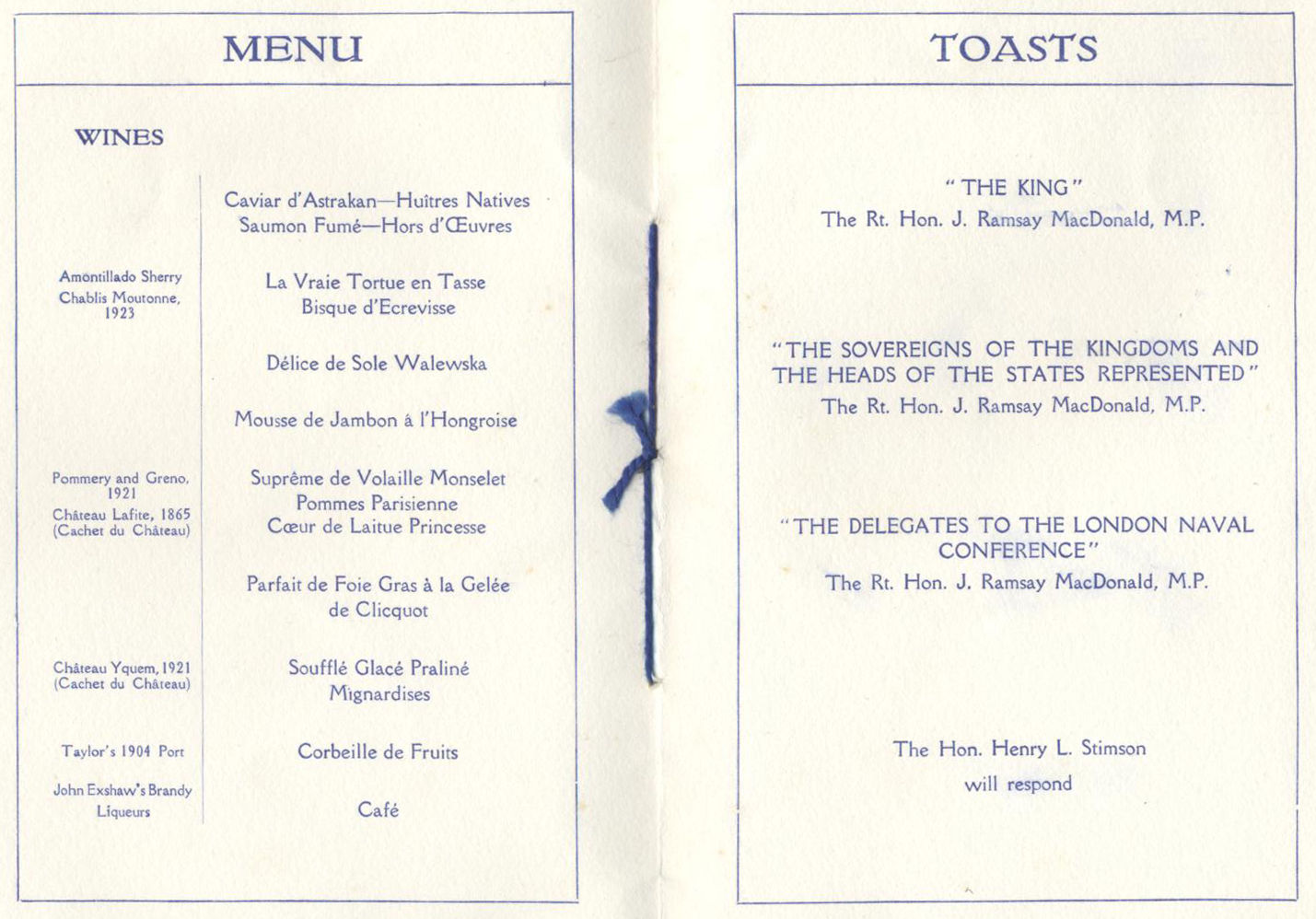
Menu lors du traité naval de Londres de 1930.
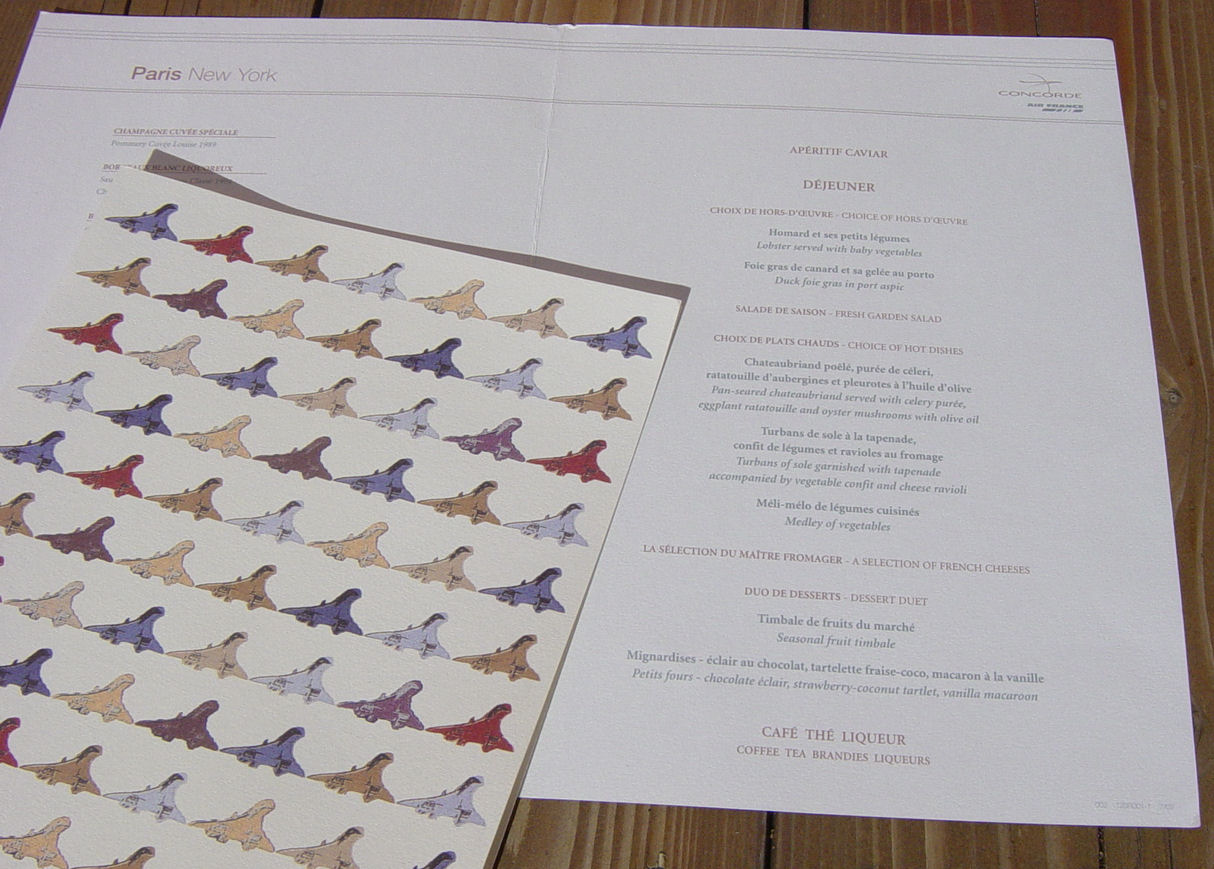
Menu sur les vols Concorde, en 2002.

#### Monographies
- Marion Godfroy & Xavier Dectot, A la table de l'Histoire, Flammarion, 2011, prix Antonin Carême 2012.
- Jim Heimann, Menu Design in America: 1850-1985, en/de/fr. Taschen Verlag, Köln, Allemagne, 2011  (ISBN 978-3-8365-2662-3).
- Philippe Mordacq, Le Menu. Une histoire illustrée de 1751 à nos jours, Paris, R. Laffont, 1989, 153 p.
- Caroline Poulain (dir.), Potage tortue, buisson d'écrevisses et bombe glacée : Histoire(s) de menus, Paris, Agnès Viénot éditions, 2011, 240 p. (ISBN 9782353261161, lire en ligne )Publié par la bibliothèque municipale de Dijon qui conserve une collection de plus de 18 000 menus (au 21 nov. 2022) ; l'ouvrage propose des articles sur les menus et leur histoire, sur les collections publiques et privées de menus, et enfin sur la collection dijonnaise.
- Patrick Rambourg, À table… le menu !, Paris, Éditions Honoré Champion, 2013, 128 p.  (ISBN 978-2745325808).
- Thierry Saussez, À la table des politiques, Paris, Plon, 1994, 292 p.

#### Ressources en ligne
- Menustory
- Collection de menus de la bibliothèque municipale de Dijon
- What's on the Menu (New York Public Library)
- Ephemera Helvetica (Association suisse vouée à la promotion et à la valorisation des imprimés éphémères, tels que des affiches, des menus de restaurants, des imprimés de colportage, etc.).